# ريتشارد جاكوبس هالدمان
ريتشارد جاكوبس هالدمان هو محرر وصحفي وسياسي أمريكي، ولد في 19 مايو 1831 في هاريسبرج في الولايات المتحدة، وتوفي بنفس المكان في 1 أكتوبر 1886. نشط حزبياً في الحزب الديمقراطي. وقد انتخب عضو مجلس النواب الأمريكي.